# 1782 en littérature
| Années de la littérature : 1779 - 1780 - 1781 - 1782 - 1783 - 1784 - 1785    |
| Décennies de la littérature : 1750 - 1760 - 1770 - 1780 - 1790 - 1800 - 1810 |

Cet article présente les faits marquants de l'année 1782 en littérature.

## Événements
- 10 janvier : Condorcet est élu à l’Académie française. Il est reçu par le duc de Nivernais le 21 février[1].
- 18 août : mariage de William Blake et de Catherine Boucher[2].

- Le Marquis de Sade écrit en prison Dialogue entre un prêtre et un moribond[3].
- Goethe compose sa ballade Erlkönig traduit en français par Charles Nodier en 1804 sous le titre « Le Roi des Aulnes »[4].

## Parutions
- Georg Christoph Lichtenberg, Über die Pronunciation der Schöpse des alten Griechenlands : verglichen mit der Pronunciation ihrer neuern Brüder an der Elbe : oder über Beh, Beh und Bäh, Bäh, 1782 (présentation en ligne) (« De la Prononciation des moutons de l’ancienne Grèce »).
- Friedrich Nicolai, Versuch über die Beschuldigungen welche dem Templeordergemacht worden, und über dessen Geheimniß, Berlin und Stettin, 1782 (présentation en ligne), (« Essai sur les accusations portées contre l’ordre des Templiers et ses mystères »).

- Joseph Priestley, An History of the Corruptions of Christianity, vol. 1, Birmingham, London, Piercy and Jones, Joseph Johnson, 1782 (présentation en ligne) (« Histoire des corruptions du christianisme »), en deux volumes.
- J. Hector St John de Crèvecoeur, Letters from an American farmer, London, Davies & Davis, 1782 (présentation en ligne) (« Lettres d'un cultivateur américain »), traduction française en 1784.

- Mirabeau, Des Lettres de cachet et des prisons d’État : ouvrage posthume, composé en 1778, vol. 1, Hambourg, 1782 (présentation en ligne), écrit alors qu’il était incarcéré à Vincennes.
- Marie-Gabriel-Florent-Auguste de Choiseul-Gouffier, Voyage pittoresque de la Grèce, vol. 1, Paris, 1782 (présentation en ligne), premier tome d'un récit de voyage en 4 volumes.

- Jean de Beaurain, Histoire des quatre dernières campagnes de Condé et du maréchal de Turenne en 1672, 1673, 1674 et 1675, Paris, 1782 (présentation en ligne).
- Jean-Jacques Rousseau, Les Rêveries du promeneur solitaire, Genève, 1782 (présentation en ligne), publication posthume.
- Jean-Jacques Rousseau, Confessions, Genève, 1782 (présentation en ligne), publication posthume.
- Marie-Gabriel-Florent-Auguste de Choiseul-Gouffier, Voyage pittoresque de la Grèce, vol. 1, Paris, 1782 (présentation en ligne), en trois volumes, publiés en 1782, 1809 et 1824.

### Fictions
- 23 mars : le Mercure de France annonce la première édition du roman de Pierre Choderlos de Laclos, Les Liaisons dangereuses : ou Lettres recueillies dans une société, & publiées pour l'instruction de quelques autres, vol. 1, A Amsterdam, Et se trouve à Paris, chez Durand Neveu, 1782 (présentation en ligne), imprimé à deux mille exemplaires qui sont vendus en un mois[5]. En deux volumes.

- Betje Wolff et Aagje Deken, De Historie van mejuffrouw Sara Burgerhart, Gravenhage, Isaac van Cleef, 1782 (présentation en ligne) (« L'histoire de mademoiselle Sara Burgerhart »), roman néerlandais en deux volumes.
- Johann Karl August Musäus, Volksmärchen der Deutschen, vol. 1, Gotha, Carl Wilhelm Ettinger, 1782 (présentation en ligne), premier des cinq volumes de Contes populaires des Allemands publiés de 1782 à 1786.

- Frances Burney, Cecilia, or Memoirs of an Heiress, London, T. Payne and Son, and T. Cadell, 1782 (présentation en ligne). (« Cecilia, ou les Mémoires d'une héritière »), en cinq volumes.

- Claude-Sixte Sautreau de Marsy, Poésies satyriques du dix-huitième siècle, Londres (Paris), (Cazin), 1782 (présentation en ligne), en deux volumes, recueil de poésies.

- Tomás de Iriarte, Fábulas literarias, Barcelona, Imprenta de Eulalia Piferrer, 1782 (présentation en ligne) (« Fables littéraires »).

## Naissances
- 3 mars Jean-Baptiste Sanson de Pongerville (†1870).
- 19 juin : Félicité de La Mennais († 1854).
- 26 juin : Fortunée Briquet († 1815).
- 4 octobre : Willem Hendrik Warnsinck, poète et écrivain néerlandais († 19 octobre 1857).
- 22 novembre : Sophie Swetchine († 1857).
- 24 décembre : Charles Hubert Millevoye († 1816).

## Décès
- 12 mars : Étienne Canaye (°1694)
- 12 avril : Pietro Metastasio (°1698)
- 28 novembre : Jean-Charles Gervaise de Latouche (°1715)